# Uranthoecium truncatum
Uranthoecium truncatum là một loài thực vật có hoa trong họ Hòa thảo. Loài này được (Maiden & Betche) Stapf miêu tả khoa học đầu tiên năm 1916.